# Kalhyttan
Kalhyttan är en bebyggelse strax väster om Filipstad och väster om Färnsjön i Filipstads kommun. Från 2015 avgränsar SCB här en småort.

## Industrihistoria
Under senare hälften av 1500-talet anlades i Värmlands bergslag sju nya hyttor. En av dem som omnämndes i 1560 års jordebok är Kalhyttan. Den byggdes vid en obetydlig bäck nära mynningen i Färnsjön Platsen kallas nu Bergskalhyttan efter att namnet "Kalhyttan" togs över av den senare byggda herrgården. Vattenfallet i bäcken var dock otillräckligt och gjorde att denna hytta inte bestod mer än ca 50 år